# Stora Ängskär (Brändö, Åland)
Stora Ängskär med Lilla Ängskär och Ängskärs ören är en ö i Åland (Finland). Den ligger i Skärgårdshavet och i kommunen Brändö i landskapet Åland, i den sydvästra delen av landet. Ön ligger omkring 72 kilometer nordöst om Mariehamn och omkring 220 kilometer väster om Helsingfors.
Öns area är 26,2 hektar och dess största längd är 1,1 kilometer i öst-västlig riktning.

## Delöar och uddar
- Stora Ängskär 60°28′41″N 21°00′26″Ö / 60.47819°N 21.00736°Ö
- Lilla Ängskär 60°28′37″N 20°59′59″Ö / 60.47699°N 20.99963°Ö
- Ängskärs ören 60°28′39″N 21°00′52″Ö / 60.4776°N 21.0145°Ö